# Distretto di Kökpektí
Il distretto di Kökpektí (in kazako: Көкпекті ауданы) è un distretto (audan) del Kazakistan con  capoluogo Kökpektí.